# Иероним Моравский
Иерони́м Мора́вский, Джеро́м из Ма́рри (Hieronymus de Moravia, Jerom of Moray) (гг. рождения и смерти неизвестны), теоретик музыки XIII века, монах-доминиканец, автор «Трактата о музыке» (ок. 1275). 
По гипотезе Мишеля Югло (1994) Иероним происходит из шотландского монастыря Элгин (обл. Марри); по общепринятой традиционной версии — из Моравии. Судя по широкой осведомлённости автора, объёму и актуальности материала в трактате, Иероним работал во Франции, возможно, в Парижском университете.  Написанный в жанре суммы, «Трактат о музыке» претендует на охват всех музыкально-теоретических проблем своего времени — от определения музыки, пифагорейской музыкальной арифметики, типологии и ладовой системы григорианского пения («плавного распева», cantus planus) вплоть до новейших форм и жанров современной музыки.  Основные авторитеты Иеронима — Боэций (некоторые главы его трактата «Основы музыки» Иероним переписал дословно), Иоанн Коттон, Аль-Фараби и Фома Аквинский. 
Обозначенный самим Иеронимом как компиляция, «Трактат о музыке» включает в себя (в гл. 26) четыре крупные интерполяции, посвящённые многоголосию — анонимный трактат «Общеизвестные сведения о дисканте» (Discantus positio vulgaris), трактаты «О размеренной музыке» (De musica mensurabili) Иоанна де Гарландии, «Техника размеренного распева» (Ars cantus mensurabilis) Франко Кёльнского, «Техника мотета в кратком изложении» (Ars motectorum compilata breviter) Петра Пикардийского — и доминиканский тонарий (в гл. 22). 
Наряду с интерполяциями и многочисленными компилятивными цитатами труд Иеронима содержит оригинальные научные разработки и свидетельства средневековой музыкальной практики. 
В главе 9, где даётся определение предмета музыки (subiectum musicae) и её материала (materia), в основе рассуждения Иеронима лежит определение теологии (sacra doctrina) из «Суммы теологии» Фомы Аквинского. Переиначивая текст Фомы, Иероним заменяет «Бог» (Deus) на «дискретный <т.е. высотно определённый> звук» (discretus sonus), а материалом музыки объявляет «гири и мензуры, применённые к звуку» (в параллельном месте у Фомы: «вещи, знаки, искупительный подвиг и весь Христос, т.е. голова и члены»). 
Главы 24–25 содержат уникальные практические рекомендации к сочинению («составлению») и исполнению плавного распева. Среди методов орнаментирования распева называются reverberatio (букв. «отражение»; апподжиатура [неприготовленное задержание] короткими длительностями) и flos (букв. «цветок»; вибрато или трель с верхним вспомогательным звуком). Иероним утверждает, что техника мелодического и ритмического варьирования распева (в частности, орнаментирование) приложима также к многоголосной музыке. 
Глава 28 включает ценные замечания по настройке и технике игры на (двухструнном) ребеке и (пятиструнной) виеле, в т.ч. впервые в западноевропейской истории описывается использование струны-бурдона (bordunus).

## Сочинения
- Tractatus de musica / Ed. S.Cserba. Regensburg, 1935 (Freiburger Studien zur Musikwissenschaft. H. 2).
- Tractatus de musica / Ed. Christian Meyer, Guy Lobrichon, Carola Hertel-Geay. Turnhout: Brepols, 2012 (электронное издание).